# 구룽어
구룽어(Gurung)는 네팔의 구룽족이 사용하는 언어로, 사용자 수는 2011년 기준 325,622명이다. 중국티베트어족 계통 언어이며, 가까운 관계인 타망어(Tamang) 등과 함께 타망어군을 이룬다. 네팔과 인도에서 지역 공용어로 지정되어 있다. 데바나가리 문자 계통의 표기로 쓰이기도 하고, 티베트 문자로 쓰이기도 한다.